# Якоб от Лотарингия
Якоб/Жак от Лотарингия (на френски: Jacques de Lorraine, на немски: Jakob von Lothringen; † 24 октомври 1260) от фамилията Дом Шатеноа, е епископ на Мец (1239 – 1260).

## Живот
Той е син на херцог Фридрих II от Горна Лотарингия († 1213) и съпругата му Агнес от Бар († 1226) от Дом Скарпон, дъщеря на граф Теобалд I († 1226) и Лаурета от Лооц († 1190). Брат е на херцозите на Лотарингия Теобалд I († 1220) и Матиас II († 1251).
Якоб/Жак е каноник в Мец (1223 – 1239), архдякон в Трир (1223), във Вердюн (1230 – 1238), провост в „Св. Ламберт“ в Лиеж (1230 – 1237). През януари 1239 г. той е избран от катедралния капител на Мец за епископ на Мец и е помазан за епископ на 20 март 1239 г. Той поддържа анти-кралете Хайнрих Распе IV и Вилхелм Холандски.
Якоб от Лотарингия умира на 24 октомври 1260 г. и е погребан в параклиса „Свети Николай“ в катедралата на Мец.